# Tetrachne
Tetrachne  es un género de plantas herbáceas,  perteneciente a la familia de las poáceas. Es originario de Sudáfrica y Pakistán.

## Especies
- Tetrachne aristulata
- Tetrachne dregei